# Pericoma modesta
Pericoma modesta är en tvåvingeart som beskrevs av Tonnoir 1922. Pericoma modesta ingår i släktet Pericoma och familjen fjärilsmyggor. Inga underarter finns listade i Catalogue of Life.